# Advecció
L'advecció és la variació d'un escalar en un punt donat, per efecte d'un camp vectorial. Per exemple: el transport d'una substància contaminant pel corrent d'un riu; en meteorologia, el procés de transport d'una propietat atmosfèrica, com ara la calor o la humitat, per efecte del vent; en oceanografia, el transport de certes propietats, com ara la salinitat, pels corrents marins. Tals propietats tenen una distribució espacial.
L'operador advecció s'expressa com el producte escalar del vector velocitat pel gradient de la propietat:
{\displaystyle {\overrightarrow {\mathbf {v} }}\cdot \nabla =u{\frac {\partial }{\partial x}}+v{\frac {\partial }{\partial y}}+w{\frac {\partial }{\partial z}}}
on {\displaystyle (u,v,w)} són les components de la velocitat {\displaystyle {\overrightarrow {\mathbf {v} }}} segons les coordenades {\displaystyle (x,y,z)}.
Tanmateix, es pot substituir la dada z per la dada de pressió suposant la hipòtesi hidroestàtica {\displaystyle \partial p=-\rho g\partial z}:
{\displaystyle {\overrightarrow {\mathbf {v} }}\cdot \nabla =u{\frac {\partial }{\partial x}}+v{\frac {\partial }{\partial y}}+\omega {\frac {\partial }{\partial p}}}
on
- {\displaystyle \omega =-v\rho g} és el desplaçament vertical en coordenades de la pressió;
- {\displaystyle p} és la pressió;
- {\displaystyle \rho } és la densitat del fluid;
- {\displaystyle g} és l'acceleració terrestre.

Per exemple, l'advecció de temperatura {\displaystyle T} s'expressarà com: 
{\displaystyle -{\overrightarrow {\mathbf {v} }}\cdot \nabla T}.